# Poor Man's 500 1951
Poor Man's 500 1951 var ett stockcarlopp ingående i  Nascar Grand National Series (nuvarande Nascar Cup Series) som kördes 30 maj 1951 på den 0,5 mile (0,804 km) långa ovalbanan Canfield Speedway i Canfield i Ohio. Totalt avverkades 100 miles (160,934 km) fördelat på 200 varv. Banunderlaget var dirt. Loppet vanns av Marshall Teague i en Hudson ägd av Teague själv på tiden 2:01.41. Teagues snitthastighet var 49,308 mph. Han var vid målgång ensam förare på ledarvarvet, två varv före tvåan Tim Flock. Prispotten uppgick till 3780 dollar, varav 1000 dollar gick till segraren.

## Resultat
| Plc     | Nr   | Förare            | Team/ bilägare    | Konstruktör | Start | Varv | Ledda varv |
| ------- | ---- | ----------------- | ----------------- | ----------- | ----- | ---- | ---------- |
| 1       | 6    | Marshall Teague   | Marshall Teague   | Hudson      | 4     | 200  | i.u.       |
| 2       | 91   | Tim Flock         | Ted Chester       | Oldsmobile  | 2     | 197  | i.u.       |
| 3       | 14   | Fonty Flock       | Frank Christian   | Oldsmobile  | 5     | i.u. | i.u.       |
| 4       | 92   | Herb Thomas       | Herb Thomas       | Plymouth    | i.u.  | i.u. | i.u.       |
| 5       | 42   | Lee Petty         | Petty Enterprises | Plymouth    | i.u.  | i.u. | i.u.       |
| 6       | 7    | Bob Flock         | Ted Chester       | Plymouth    | 9     | i.u. | i.u.       |
| 7       | 23   | Frank Mundy       | Perry Smith       | Studebaker  | 6     | i.u. | i.u.       |
| 8       | 77   | Mike Klapak       | John Marcum       | Nash        | i.u.  | i.u. | i.u.       |
| 9       | 120  | Dick Rathman      | Walt Chapman      | Hudson      | i.u.  | i.u. | i.u.       |
| 10      | 65   | Don Eggert        | Julian Buesink    | Ford        | 10    | i.u. | i.u.       |
| 11      | i.u. | Nook Walters      | i.u.              | Mercury     | i.u.  | i.u. | i.u.       |
| 12      | 10   | Jim Fiebelkorn    | Jim Fiebelkorn    | Mercury     | i.u.  | i.u. | i.u.       |
| 13      | i.u. | Bill Cheesbourg   | i.u.              | lincoln     | i.u.  | i.u. | i.u.       |
| 14      | i.u. | Owen Jones        | i.u.              | Ford        | i.u.  | i.u. | i.u.       |
| 15      | 17   | Jim Romine        | i.u.              | Henry J     | i.u.  | i.u. | i.u.       |
| 16      | 26   | Jim Delaney       | Bob Osiecki       | Ford        | 3     | i.u. | i.u.       |
| 17      | i.u. | Walt Hartman      | i.u.              | Plymouth    | i.u.  | i.u. | i.u.       |
| 18      | 33   | Lou Figaro        | Jack Gaynor       | Hudson      | i.u.  | i.u. | i.u.       |
| 19      | i.u. | Ray Erickson      | i.u.              | Oldsmobile  | i.u.  | i.u. | i.u.       |
| 20      | i.u. | Eddie Lenz        | i.u.              | Ford        | i.u.  | i.u. | i.u.       |
| 21      | 60   | Bill Rexford      | Julian Buesink    | Oldsmobile  | 1     | 115  | i.u.       |
| 22      | i.u. | Mike Little       | i.u.              | Chrysler    | i.u.  | i.u. | i.u.       |
| 23      | i.u. | Leo Caldwell      | i.u.              | Plymouth    | i.u.  | i.u. | i.u.       |
| 24      | i.u. | Bob Matson        | i.u.              | Studebaker  | i.u.  | i.u. | i.u.       |
| 25      | 777  | Jimmy Longo       | Jimmy Longo       | Hudson      | i.u.  | i.u. | i.u.       |
| 26      | 25   | Dick Linder       | Don Rogala        | Oldsmobile  | i.u.  | i.u. | i.u.       |
| 27      | i.u. | Dick Stone        | i.u.              | Ford        | i.u.  | i.u. | i.u.       |
| 28      | i.u. | Jack Goodwin      | Frank Carlini     | Studebaker  | i.u.  | i.u. | i.u.       |
| 29      | 12   | Erick Erickson    | Erick Erickson    | Pontiac     | i.u.  | i.u. | i.u.       |
| 30      | i.u. | Jimmy Florian     | i.u.              | Oldsmobile  | i.u.  | i.u. | i.u.       |
| 31      | i.u. | Mike Ernest       | i.u.              | Oldsmobile  | i.u.  | i.u. | i.u.       |
| 32      | 62   | Pepper Cunningham | Pepper Cunningham | Hudson      | i.u.  | i.u. | i.u.       |
| 33      | i.u. | Bob Greer         | Bob Greer         | Plymouth    | i.u.  | i.u. | i.u.       |
| 34      | i.u. | Jack Fleming      | i.u.              | Ford        | i.u.  | i.u. | i.u.       |
| 35      | 1    | Walt Sprague      | J.B. Watkins      | Ford        | i.u.  | i.u. | i.u.       |
| 36      | i.u. | Bob Jeffries      | i.u.              | Ford        | i.u.  | i.u. | i.u.       |
| 37      | i.u. | Bob Shaw          | i.u.              | Kaiser      | i.u.  | i.u. | i.u.       |
| 38      | 59   | Lloyd Moore       | Julian Buesink    | Oldsmobile  | 8     | i.u. | i.u.       |
| Källor: |      |                   |                   |             |       |      |            |